# Pseudophiloscia chilenica
Pseudophiloscia chilenica là một loài chân đều trong họ Philosciidae. Loài này được Verhoeff miêu tả khoa học năm 1939.